# Villamartín de Campos
Villamartín de Campos – gmina w Hiszpanii, w prowincji Palencia, w Kastylii i León, o powierzchni 35,82 km². W 2011 roku gmina liczyła 187 mieszkańców.